# Clubiona kasurensis
Clubiona kasurensis är en spindelart som beskrevs av Mukhtar och Mushtaq 2005. Clubiona kasurensis ingår i släktet Clubiona och familjen säckspindlar.
Artens utbredningsområde är Pakistan. Inga underarter finns listade i Catalogue of Life.